# André Chastagnol
André Chastagnol (21 de febrer de 1920, París - 2 de setembre de 1996, París, França) fou un historiador francès especialista en literatura i epigrafia llatines.

## Biografia
Després d'haver ensenyat a les universitats de l'Alguer, Rennes i París X-Nanterre, acabà la seva carrera com a professor a la Sorbona. Les seves dues tesis tractaven sobre la prefectura urbana a Roma. Succeí Hans-Georg Pflaum en la direcció del seminari d'epigrafia llatina de l'École pratique des hautes études, on tingué com a auditors Michel Christol, Xavier Loriot, François Jacques, etc.
Els seus treballs diversos obre el Baix Imperi Romà i l'antiguitat tardana estan molt enfocats cap a la Història Augusta, la qual ell mateix traduí en part i contribuí a millorar-ne l'estudi. La seva biblioteca personal fou llegada a la Sorbona, i avui dia està incorporada a la Biblioteca Serpente.

## Obres
André Chastagnol és autor de prop de 200 llibres i articles, consagrat a la història general, a la Gàl·lia i a l'Àfrica romana; les obres més destacades són:
- La préfecture urbaine à Rome sous le Bas-Empire, París, 1960
- Les Fastes de la préfecture de Rome au Bas-Empire, París, 1962
- Les Empereurs romains d'Espagne, París, 1965
- Le Bas-Empire, París, 1969
- La fin du monde antique. De Stilicon à Justinien (s.V et début s.VI). Recueil de textes présentés et traduits, París, 1976
- Transformations et conflits au s.IV ap. J.-C., Bonn, 1978 (dir.)
- L'évolution politique, sociale et économique du monde romain de Dioclétien à Julien: La mise en place du régime du Bas-Empire (284-363), París, 1985
- Història Augusta, traducció i comentaris d'André Chastagnol, éditions Robert Laffont, 1994, ISBN 2-221-05734-1